# Marinus van der Maarel
Marinus van der Maarel, né le 1er septembre 1857 à La Haye et mort le 17 mars 1921 dans la même ville, est un peintre néerlandais. Il est considéré comme appartenant à la deuxième génération de l'école de La Haye. 

## Biographie
Marinus van der Maarel fréquente l'Académie royale des beaux-arts de La Haye, sa ville natale, où il reçoit l'enseignement d'Antonie Franciscus Dona et de Willem Maris. Il est l'élève de Willem de Zwart, George Hendrik Breitner et de Floris Verster.
Le climat artistique à l'époque de Van der Maarel est encore fortement dominé par les peintres de l'école de La Haye. Son style est finalement déterminé par Willem Maris, avec qui il est en apprentissage pendant un certain temps après ses études à l'académie. De Maris, il apprend à peindre la lumière claire et brumeuse de la côte hollandaise. Il adopte également le style de peinture impressionniste et libre de Maris et une préférence pour les scènes de plage et de dunes, souvent avec des enfants ou des pêcheurs. Il peint également, dessine et grave des figures, des natures mortes et des portraits (entre autres du directeur du musée de La Haye, Adriaan Pit). Son travail est remarquable par son utilisation typique de la couleur, souvent constituée de tons de fond brun-rouge.
À partir de 1884, une grande partie de l'œuvre de Van der Maarel est exposée et vendue, avec celle de Willem et Jacob Maris, Anton Mauve et George Breitner, dans la succursale de La Haye de la société Van Wisseling & Co au Buitenhof.
Van der Maarel enseigne sous la direction de Frederik Salberg et est membre de Arti et Amicitiae à Amsterdam. Il meurt en 1921, à 63 ans. On peut voir ses œuvres au Musée d'Art de La Haye, à la collection Mesdag à La Haye et au musée Kröller-Müller à Otterlo. 

## Galerie

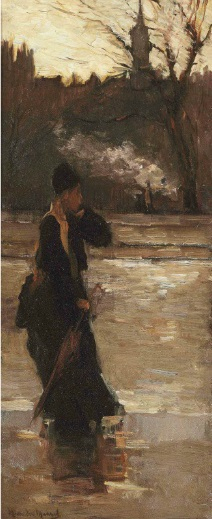
Dame élégante.
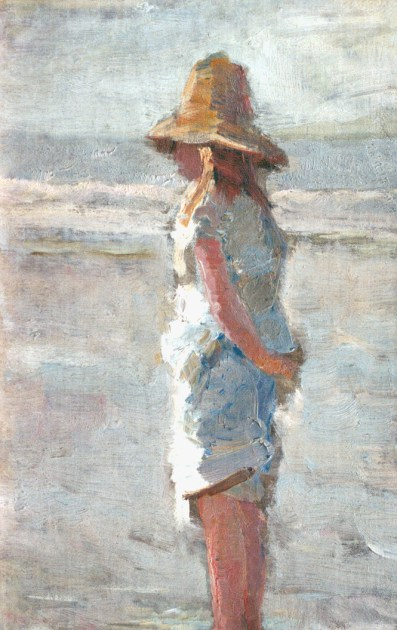
Fille à la plage.
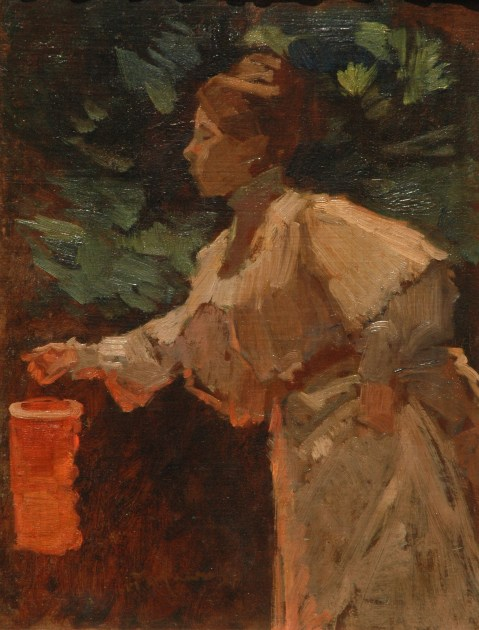
Femme à la lanterne.
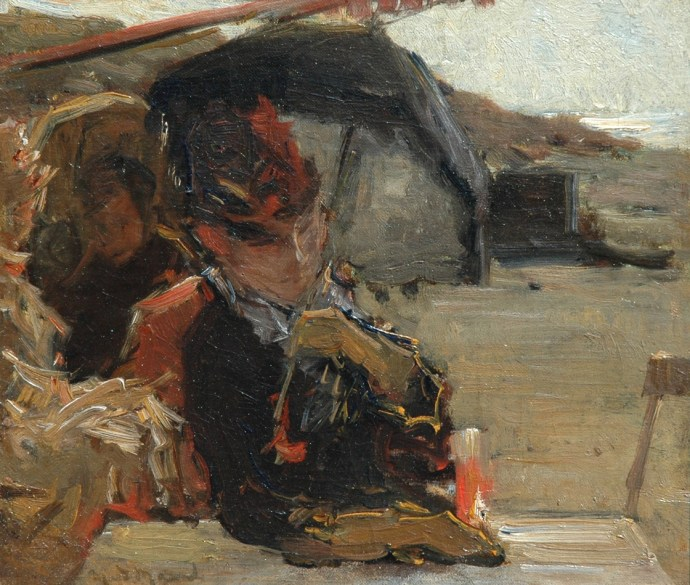
Femme sur la terrasse de Zeerust, Scheveningen.
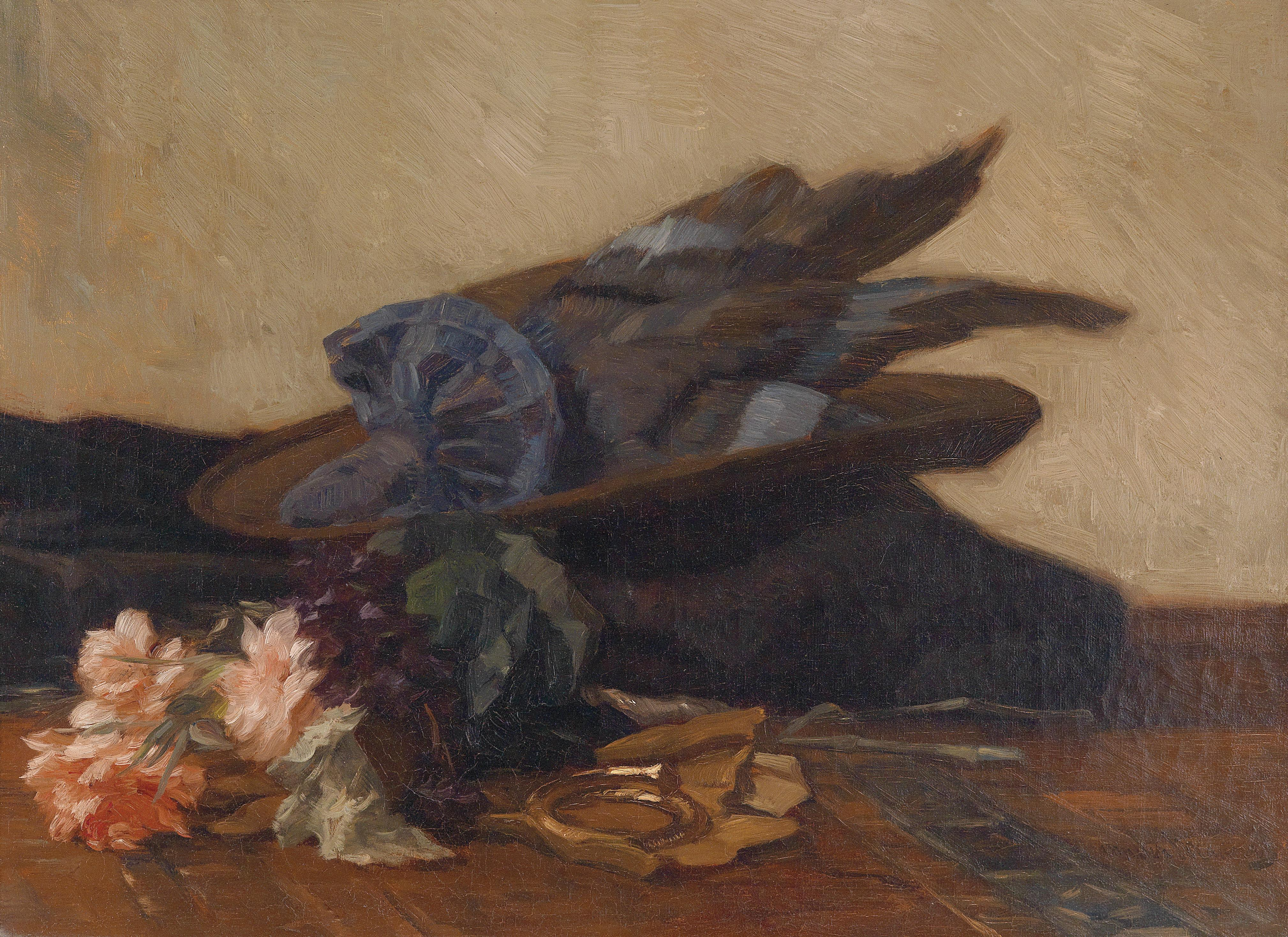
Nature morte avec chapeau et roses.